# Sinkschnur
Als Sinkschnur bezeichnet man eine Fliegenschnur, die nicht schwimmt. Bei dieser Schnur werden nicht wie bei schwimmender Schnur Luftblasen, sondern Wolframstaub eingelagert. Die Sinkschnur wird in verschiedenen Sinkraten (Sinkgeschwindigkeiten) hergestellt. Dadurch besteht die Möglichkeit die Fliege in unterschiedlichen Wassertiefen und Strömungsgeschwindigkeiten zu fischen.
Sinkschnüre werden in Verbindung mit Streamern und Tubenfliegen eingesetzt. Sie werden mit S für sinking gekennzeichnet (z. B.: WF6S).